# Last Mountain (ancienne circonscription fédérale)
Pour les articles homonymes, voir Last Mountain.
Last Mountain fut une circonscription électorale fédérale de la Saskatchewan, représentée de 1917 à 1935.
La circonscription de Last Mountain a été créée en 1914 avec des parties d'Humboldt, Regina et de Saskatoon. Abolie en 1933, elle fut redistribuée parmi Lake Centre, Melville et Yorkton.

## Géographie
En 1907, la circonscription de Last Mountain comprenait:
- Une partie de la Saskatchewan, délimitée par la rivière Qu'Appelle, la rivière Saskatchewan Sud et le chemin de fer du Canadien Pacifique

En 1924, une partie de la circonscription de Saltcoats fut transférée dans Last Mountain.

## Députés
1. 1917-1925 — John Frederick Johnston, CON/PPC
2. 1925-1930 — William Russell Fansher, PPC
3. 1930-1935 — Harry Butcher, PLC

- CON = Parti conservateur du Canada (ancien)
- PLC = Parti libéral du Canada
- PPC = Parti progressiste du Canada